# تمويه متعدد المقاييس
التمويه متعدد المقاييس هو نوع من التمويه العسكريّ يجمع بين الأنماط بمقياسين، أو أكثر، غالبًا (وإن لم يكن بالضرورة) بنمط تمويه رقمي تم إنشاؤه بمساعدة الحاسب الآلي. تتمثل وظيفة هذا النوع من التمويه في توفير التمويه على نطاق من المسافات، أو بشكل مكافئ على نطاق من المقاييس (التمويه غير المتغير على نطاق واسع)، بطريقة الفركتلات، لذلك تسمى بعض الأساليب بـ«التمويه الفركتلي». لا تتكون جميع الأنماط متعددة النطاقات من وحدات بكسل مستطيلة، حتى لو تم تصميمها باستخدام جهاز الحاسب الآلي. كما لا تعمل جميع الأنماط البكسلية بمقاييس مختلفة، لذا فإن كونك متقطعًا، أو رقميًا لا يضمن في حد ذاته تحسين الأداء.
كان أول نموذج موحد تم إصداره هو تيلو ميميتيكو telo mimetic الزي العسكريّ الإيطالي ذو المقياس الواحد. يمكن إرجاع جذور أنماط التمويه الحديثة متعددة المقاييس إلى تجارب ثلاثينيات القرن العشرين في أوروبا للجيوش الألمانية والسوفيتية. تبع ذلك التطوير الكندي للنمط التمويهي الكندي (CADPAT)، الذي صدر لأول مرة في عام 2002، ثم بالعمل الأمريكي الذي أنشأ النمط البحري (MARPAT)، والذي تم إطلاقه بين عامي 2002، و 2004.

## المبدأ الأساسي

### ثبات المقياس
يرتبط حجم أنماط التمويه بوظيفتها. فمثلا؛ تحتاج الهياكل الكبيرة إلى أنماط أكبر من الجنود الأفراد لتعطيل شكلها. في نفس الوقت، تكون الأنماط الكبيرة أكثر فاعلية من بعيد، بينما تعمل الأنماط الصغيرة بشكل أفضل عن قرب. تعمل الأنماط التقليدية ذات المقياس الفردي بشكل جيد في نطاق المسافات المثلى التي تفصلها عن عين المراقب، ولكن المراقب على مسافات أخرى لن يرى النمط على النحو الأمثل. غالبًا ما تكون الطبيعة نفسها كسورية، حيث تظهر النباتات، والتكوينات الصخرية أنماطًا متشابهة من خلال مقادير متعددة. الفكرة من وراء الأنماط متعددة المقاييس هي تقليد التشابه الذاتي للطبيعة، وكذلك لتقديم مقياس ثابت، أو ما يسمى التمويه الكسوري.
تمتلك الحيوانات مثل السمك المفلطح القدرة على تكييف أنماط التمويه لتناسب الخلفية، وتمارس ذلك بشكل فعال للغاية، حيث يمكنها اختيار الأنماط التي تتناسب مع المقاييس المكانية للخلفية الحالية.

### أولويات التصميم
عندما يوصف النمط بكونه رقمي، فإن هذا يعني غالبًا أنه يتكون بشكل مرئي من وحدات بكسل تم إنشاؤها بواسطة الكمبيوتر. يستخدم المصطلح أحيانًا أيضًا للأنماط التي يتم إنشاؤها بواسطة الكمبيوتر مثل مالتي كام Multicam غير المبكسل، ونمط الخضار الإيطالي. لا تساهم البيكسل ولا الرقمنة في تأثير التمويه. ومع ذلك، فإن النمط المبكسل يبسط التصميم ويسهل الطباعة على القماش، مقارنة بالأنماط التقليدية. بينما أصبحت الأنماط الرقمية منتشرة على نطاق واسع، يؤكد النقاد أن المظهر المبكسل هو مسألة أزياء أكثر من كونه مسألة وظيفية.
تتضمن عملية التصميم الموازنة بين عوامل مختلفة، مثل: اللون، ودرجة التباين، والتأثير المموّه الكلي. يؤدي الفشل في مراعاة جميع عناصر تصميم النمط إلى نتائج سيئة. لناخذ على سبيل المثال نمط التمويه العالمي (UCP) للجيش الأمريكي، الذي تم تبنيه بعد اختبار محدود جرى في أبريل من عام 2003، فقد كان أداؤه ضعيفًا بسبب تباين النمط المنخفض (في حالة «الانعزال» بعيدًا عن المدى القريب جدًا، كان التصميم يبدو وكأنه حقل بلون رمادي فاتح صلب ويفشل في تمويه حدود الكائن)، واختيار اللون العشوائي، ولا يمكن حفظ أي منهما عن طريق تكمية (رقمنة) هندسة النمط. تم استبدال التصميم بدءًا من عام 2015 بنمط التمويه التشغيلي، وهو نمط غير مبكسل.

## التاريخ
استخدم الزي العسكري الإيطالي المموه «تيلو ميميتيكو» لأول مرة في عام 1929

### تطوره في فترة ما بين الحربين في أوروبا
تمتد فكرة التمويه المزخرف إلى فترة ما بين الحربين العالميّتين الأولى، والثانية في أوروبا. كان أول نمط تمويه مطبوع هو نمط الزي العسكري الإيطالي المموه المعروف باسم «تيلو ميميتيكو» الذي بدأ الجيش الإيطالي استخدامه في عام 1929،
والذي استخدم مساحات غير منتظمة من ثلاثة ألوان بمقياس واحد.

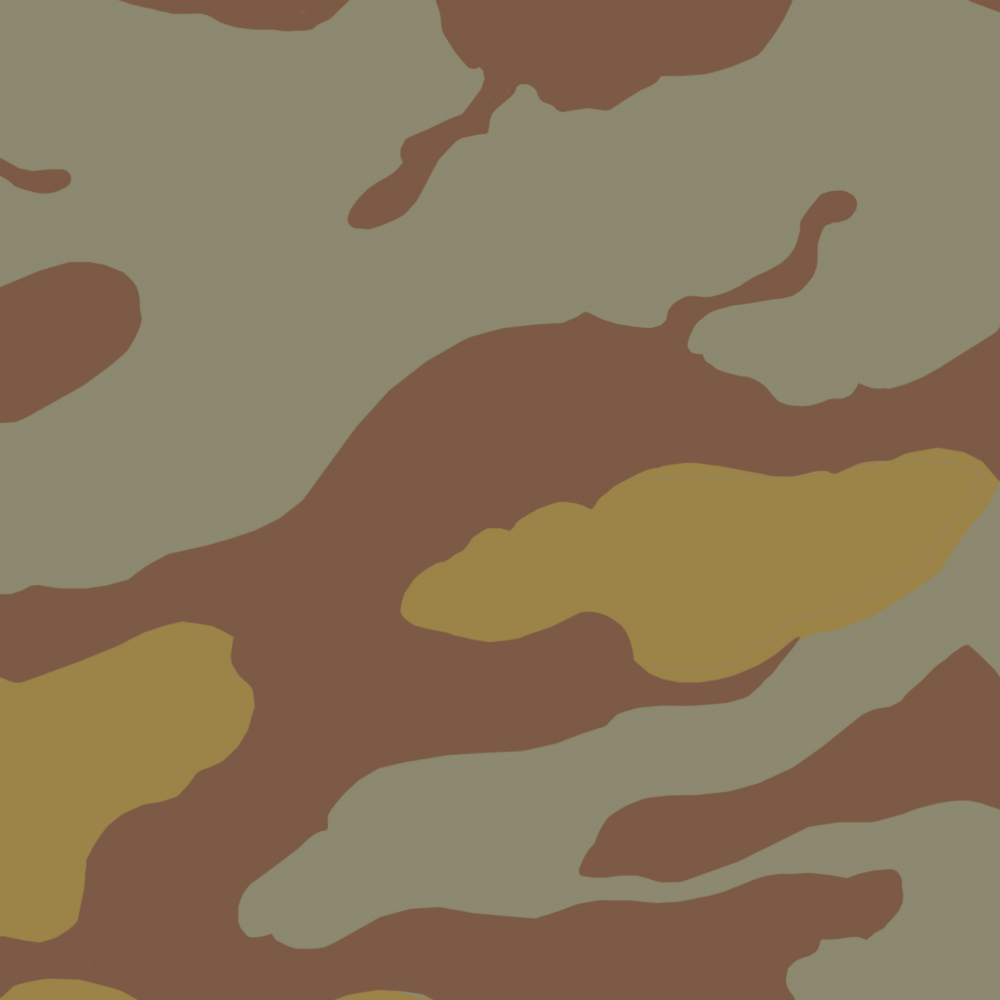
التيلو ميميتيكو الإيطالي - استخدم لأول مرة في عام 1929

### تجارب الحرب العالمية الثانية الألمانية
صمم يوهان جورج أوتو شيك خلال الحرب العالمية الثانية، سلسلة من أنماط التمويه، مثل: نمط الشجرة المستوية، ونمط نقطة البازلاء لقوات الڨافن إس إس الجناح العسكري للحزب النازي، وجمع بين الأنماط الدقيقة، والكبيرة في مخطط واحد.

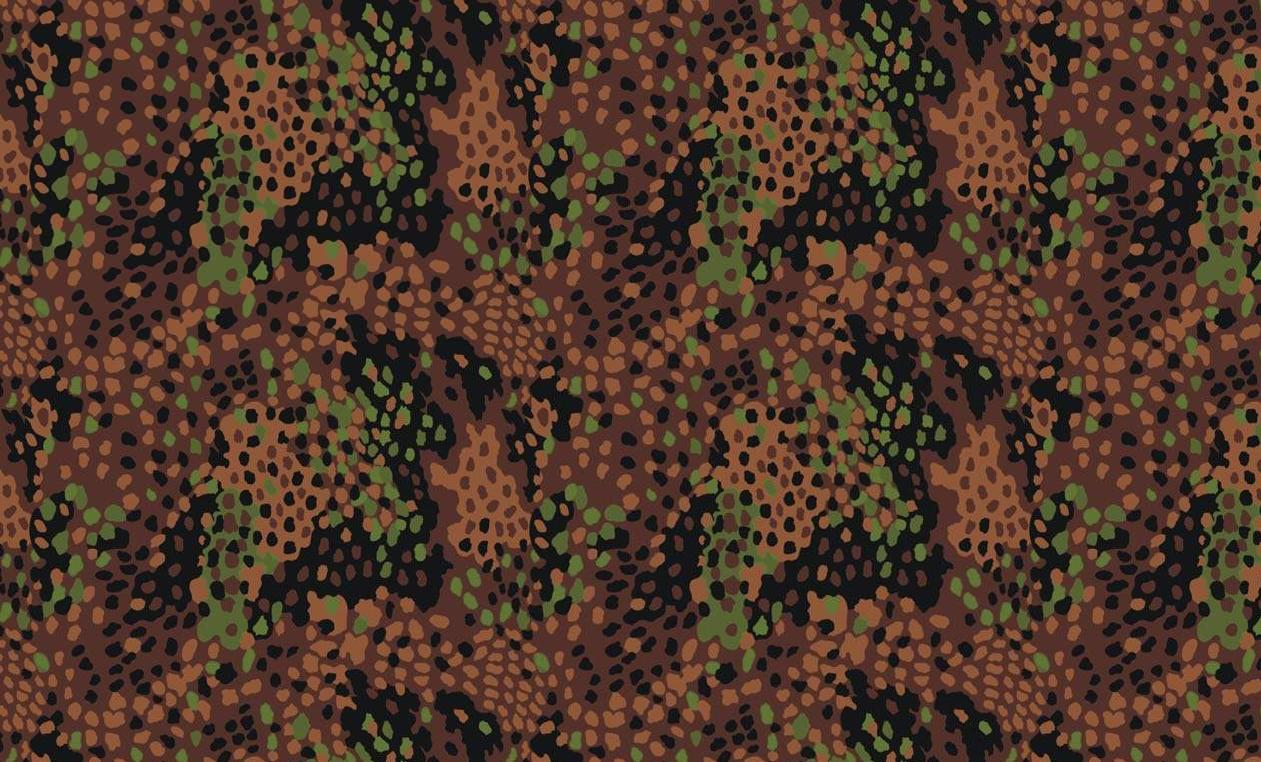
تمويه نقطة البازلاء لقوات الفافن إس إس النازية عام 1944 ويجمع ما بين الأنماط كبيرة وصغيرة الحجم

طور الجيش الألماني الفكرة بشكل أكبر في السبعينيات وصولا إلى الفليكتارن "Flecktarn"، أو نمط التمويه المرقط الذي يجمع بين الأشكال الأصغر، والتظليل. يؤدي ذلك إلى تنعيم حواف نمط المقياس الكبير، مما يجعل من الصعب تمييز الكائنات الأساسية.

### التجارب السوفيتية خلال الحرب العالمية الثانية
سبقت الأشكال الشبيهة بالبكسل التصميم بمساعدة الحاسب الآلي لسنوات عديدة، وقد تم استخدامها بالفعل في تجارب الاتحاد السوفيتي مع أنماط التمويه، مثل نمط «تي تي إس إم كي كي» "TTsMKK" الذي تم تطويره في عام 1944. ويستخدم النمط مساحات من الزيتون الأخضر، والرمل، واللون الأسود ينسابوا معًا في رقع مكسورة في نطاق قياسي.

### بحث لتيموثي أونيل من عام 1976
أنشأ تيموثي أونيل في عام 1976 نمطًا متقطعًا يسمى دوال تكس "Dual-Tex". وقد أطلق على النهج الرقمي «تطابق النسيج». في البداية تم تنفيذ النمط  يدويًا على ناقلة أفراد مدرعة متقاعدة من طراز إم 113. رسم أونيل النمط على بكرة قطرها 2 بوصة (5 سنتيمترات)، مكونًا مربعات من الألوان يدويًا. أظهر الاختبار الميداني أن النتيجة كانت جيدة مقارنة بأنماط التمويه الحالية للجيش الأمريكي، وفيما بعد؛ أصبح مدربًا وباحثًا في علم التمويه في أكاديمية ويست بوينت العسكرية.

### في حقبة الألفينات أنماط تمويه رقمية تشبه الفركتلات
بحلول عام 2000، كان التطوير جاريًا لإنشاء أنماط تمويه مكسورة للقتال مثل «الكابدات» CADPAT التابع للقوات الكندية، والذي صدر لأول مرة في عام 2002، ثم تم طرح نموذج «الماربات» MARPAT لقوات المارينز الأمريكية بين عامي 2002، و 2004. (على طريقة الفركتلات، والأنماط الموجودة في الطبيعة مثل الغطاء النباتي)، ونظرا لكونها مصممة للعمل على مقياسين مختلفين؛ سيكون النمط الفركتلي الحقيقي متشابهًا إحصائيًا في جميع المقاييس.
يستغرق الهدف المموه باستخدام الماربات وقتًا أطول بمقدار 2.5 مرة لاكتشافه، عن وقت اكتشاف تمويه الناتو الأقدم الذي كان يعمل بمقياس واحد فقط، بينما يستغرق التعرف، الذي يبدأ بعد الاكتشاف، وقتًا أطول بنسبة 20 بالمائة من التمويه الأقدم.
تعمل الأنماط الشبيهة بالفركتلات لأن النظام البصري البشري يميز بكفاءة الصور التي لها أبعاد كسورية مختلفة، أو إحصائيات أخرى من الدرجة الثانية، مثل أطياف فورييه ذات السعة المكانية؛ تظهر الكائنات ببساطة وكأنها تخرج من الخلفية.
ساعد تيموثي أونيل فيلق مشاة البحرية  الأمريكية على تطوير نمط رقمي للمركبات أولاً، ثم طور نسيجا مموها للزي الرسمي، والذي كان له نظامان لونيان، أحدهما مصمم للأراضي المشجرة، والآخر للصحراء.